# Amphipyra unicolor
Amphipyra unicolor là một loài bướm đêm trong họ Noctuidae.